# Nick Cooney
Nick Cooney (né vers 1981) est associé-gérant chez Lever VC, un fonds d'investissement axé sur les entreprises produisant des alternatives aux produits d'origine animale.
Il a cofondé le Good Food Institute et a été cofondateur et administrateur délégué de New Crop Capital,. Il est l'auteur de trois livres : Change of Heart (2010), Veganomics (2013) et How To Be Great At Doing Good (2015),. Il a précédemment travaillé pour les organisations à but non lucratif Mercy for Animals et Farm Sanctuary, et a été le fondateur de l'organisation à but non lucratif The Humane League.

## Jeunesse et éducation
Nick Cooney est né et a grandi à Philadelphie, en Pennsylvanie. Cooney a obtenu une licence en études de non-violence de l'Université Hofstra en 2003.

## Politique et travail à but non lucratif
En 2005, Nick Cooney a fondé The Humane League à Philadelphie, une organisation à but non lucratif qui œuvre pour la protection du bien-être animal.
Depuis lors, le travail de Nick Cooney en faveur des protéines alternatives et de la protection animale a été présenté dans des médias tels que CNBC, Yahoo Finance, Food Navigator, et The Guardian. Il a également donné des conférences lors de congrès internationaux et sur des campus universitaires,,.

### The Good Food Institute et New Crop Capital
Nick Cooney est l'ancien président du conseil d'administration et cofondateur de The Good Food Institute,. Il est également cofondateur et ancien administrateur délégué de New Crop Capital, une société de capital-risque privée qui investit dans des entreprises proposant des alternatives végétales ou de cellulaires à la viande, aux produits laitiers et aux œufs,. Ces deux organisations collaborent pour soutenir les entreprises d’aliments à base de plantes et de culture.

### Lever VC
Nick Cooney est le fondateur et actuellement associé directeur de Lever VC, un fonds de capital-risque américano-asiatique qui investit dans des entreprises en phase de démarrage visant à fournir des alternatives aux produits d'origine animale,.